# Marte 1960B
A missão Marte 1960B (Marte 1M No.2), também conhecida como: Marsnik 2 e Korabl 5, foi uma missão espacial soviética com intenção de pesquisar o planeta Marte. Ela foi perdida numa falha no lançamento em 1960.

## A missão
A espaçonave Marte 1M, tinha intenção de efetuar um voo passando perto de Marte, mas foi perdida numa falha no lançamento antes que a missão tivesse início.
Nessa missão, a sonda 1M No.2 era a carga útil de um foguete Molniya 8K78 (em seu segundo voo). O foguete, com número de série L1-5M, e assim como seu antecessor, uma nova derivação da série R-7, com um Bloco-I como terceiro estágio, substituindo o Bloco-E usado na série Vostok, e um novo Bloco-L como quarto estágio. O veículo levantou voo da Plataforma Gagarin do Cosmódromo de Baikonur as 13:51:03 UTC de 14 de Outubro de 1960.
Durante os preparativos para o lançamento, um vazamento de oxidante no segundo estágio, fez com que oxigênio líquido a temperaturas criogênicas escorresse ao redor da válvula de injeção de combustível. Isso congelou o combustível RP-1 do segundo estágio impedindo o acionamento do motor. Como resultado, a espaçonave não conseguiu entrar em órbita.